# Kevin Williamson (pływak)
Kevin Williamson (ur. 18 stycznia 1959) – irlandzki pływak, olimpijczyk z Montrealu i Moskwy.
Na igrzyskach olimpijskich brał udział na dystansach 200, 400 i 1500 metrów stylem dowolnym.